# National Hockey League 1983/1984
National Hockey League 1983/1984 var den 67:e säsongen av NHL. 21 lag spelade 80 matcher i grundserien innan Stanley Cup drogs igång den 3 april 1984. Stanley Cup vanns av Edmonton Oilers som slog de senaste fyra årens mästare New York Islanders med 4-1 i matcher i finalen och tog sin första av fem titlar som vanns under perioden 1984-1990.
Edmonton Oilers satte denna säsong NHL-rekord i antal gjorda mål under grundserien med 446 stycken, vilken ännu står sig som rekord.
Edmonton vann även grundserien på 119 poäng, 15 poäng före New York Islanders och Boston Bruins som båda hade 104 poäng.
Wayne Gretzky vann poängligan för fjärde året i rad, denna säsong fick han ihop 205 poäng (87 mål plus 118 assist).
En övertidsperiod på fem minuter infördes denna säsong i matcher som slutade oavgjort efter tre perioder i grundserien. Förlorande lag efter förlängningen fick ingen poäng, den regeln ändrades inte förrän inför säsongen 1999/2000. Senast man tillämpade övertid vid oavgjort resultat var säsongen 1942/1943. I slutspelet fungerade dock övertid som vanligt.

## Grundserien 1983/1984
Not: SM = Spelade matcher, V = Vunna, O = Oavgjorda, F = Förlorade, GM = Gjorda mål, IM = Insläppta mål, Pts = Poäng, MSK = Målskillnad
- Lag i GRÖN färg till slutspel.
- Lag i RÖD färg har spelat klart för säsongen.

### Prince of Wales Conference
| Adams Division     | SP | V  | O  | F  | GM  | IM  | Pts | MSK |
| ------------------ | -- | -- | -- | -- | --- | --- | --- | --- |
| Boston Bruins      | 80 | 49 | 6  | 25 | 336 | 261 | 104 | +75 |
| Buffalo Sabres     | 80 | 48 | 7  | 25 | 315 | 257 | 103 | +58 |
| Quebec Nordiques   | 80 | 42 | 10 | 28 | 360 | 278 | 94  | +82 |
| Montreal Canadiens | 80 | 35 | 5  | 40 | 286 | 295 | 75  | -9  |
| Hartford Whalers   | 80 | 28 | 10 | 42 | 288 | 320 | 66  | -32 |

| Patrick Division    | SP | V  | O  | F  | GM  | IM  | Pts | MSK  |
| ------------------- | -- | -- | -- | -- | --- | --- | --- | ---- |
| New York Islanders  | 80 | 50 | 4  | 26 | 357 | 269 | 104 | +88  |
| Washington Capitals | 80 | 48 | 5  | 27 | 308 | 226 | 101 | +82  |
| Philadelphia Flyers | 80 | 44 | 10 | 26 | 350 | 290 | 98  | +60  |
| New York Rangers    | 80 | 42 | 9  | 29 | 314 | 304 | 93  | +10  |
| New Jersey Devils   | 80 | 17 | 7  | 56 | 231 | 350 | 41  | -119 |
| Pittsburgh Penguins | 80 | 16 | 6  | 58 | 254 | 390 | 38  | -136 |

### Clarence Campbell Conference
| Norris Division       | SP | V  | O  | F  | GM  | IM  | Pts | MSK |
| --------------------- | -- | -- | -- | -- | --- | --- | --- | --- |
| Minnesota North Stars | 80 | 39 | 10 | 31 | 345 | 344 | 88  | +1  |
| St. Louis Blues       | 80 | 32 | 7  | 41 | 293 | 316 | 71  | -23 |
| Detroit Red Wings     | 80 | 31 | 7  | 42 | 298 | 323 | 69  | -25 |
| Chicago Black Hawks   | 80 | 30 | 8  | 42 | 277 | 311 | 68  | -34 |
| Toronto Maple Leafs   | 80 | 26 | 9  | 45 | 303 | 387 | 61  | -84 |

| Smythe Division   | SP | V  | O  | F  | GM  | IM  | Pts | MSK  |
| ----------------- | -- | -- | -- | -- | --- | --- | --- | ---- |
| Edmonton Oilers   | 80 | 57 | 5  | 18 | 446 | 314 | 119 | +132 |
| Calgary Flames    | 80 | 34 | 14 | 32 | 311 | 314 | 82  | -3   |
| Vancouver Canucks | 80 | 32 | 9  | 39 | 306 | 328 | 73  | -22  |
| Winnipeg Jets     | 80 | 31 | 11 | 38 | 340 | 374 | 73  | -34  |
| Los Angeles Kings | 80 | 23 | 13 | 44 | 309 | 376 | 59  | -67  |

## Poängligan grundserien 1983/84
Not: SM = Spelade matcher, M = Mål, A = Assist, Pts = Poäng
| Spelare        | Lag                | SM | M  | A   | Pts |
| -------------- | ------------------ | -- | -- | --- | --- |
| Wayne Gretzky  | Edmonton Oilers    | 74 | 87 | 118 | 205 |
| Paul Coffey    | Edmonton Oilers    | 80 | 40 | 86  | 126 |
| Michel Goulet  | Quebec Nordiques   | 75 | 56 | 65  | 121 |
| Peter Šťastný  | Quebec Nordiques   | 80 | 46 | 73  | 119 |
| Mike Bossy     | New York Islanders | 76 | 51 | 67  | 118 |
| Barry Pederson | Boston Bruins      | 80 | 39 | 77  | 116 |
| Jari Kurri     | Edmonton Oilers    | 64 | 52 | 61  | 113 |
| Bryan Trottier | New York Islanders | 68 | 40 | 71  | 111 |
| Bernie Federko | St. Louis Blues    | 79 | 41 | 66  | 107 |
| Rick Middleton | Boston Bruins      | 80 | 47 | 58  | 105 |

## Slutspelet
16 lag gör upp om Stanley Cup. Åttondelsfinalerna avgjordes i bäst av fem matcher, från kvartsfinalerna avgjordes det i bäst av sju matcher.
|  | Åttondelsfinaler      | Åttondelsfinaler    |                       |   | Kvartsfinaler | Kvartsfinaler |  |  | Semifinaler | Semifinaler |  |  | Final | Final |
|  |                       |                     |                       |   |               |               |  |  |             |             |  |  |       |       |
|  |                       |                     |                       |   |               |               |  |  |             |             |  |  |       |       |
|  |                       |                     |                       |   |               |               |  |  |             |             |  |  |       |       |
|  | Boston Bruins         | 0                   |                       |   |               |               |  |  |             |             |  |  |       |       |
|  | Boston Bruins         | 0                   |                       |   |               |               |  |  |             |             |  |  |       |       |
|  | Montreal Canadiens    | 3                   |                       |   |               |               |  |  |             |             |  |  |       |       |
|  | Montreal Canadiens    | 3                   | Montreal Canadiens    | 4 |               |               |  |  |             |             |  |  |       |       |
|  |                       |                     | Montreal Canadiens    | 4 |               |               |  |  |             |             |  |  |       |       |
|  |                       | Quebec Nordiques    | 2                     |   |               |               |  |  |             |             |  |  |       |       |
|  | Buffalo Sabres        | Quebec Nordiques    | 2                     | 0 |               |               |  |  |             |             |  |  |       |       |
|  | Buffalo Sabres        |                     |                       | 0 |               |               |  |  |             |             |  |  |       |       |
|  | Quebec Nordiques      | 3                   |                       |   |               |               |  |  |             |             |  |  |       |       |
|  | Quebec Nordiques      | 3                   | Montreal Canadiens    | 2 |               |               |  |  |             |             |  |  |       |       |
|  |                       |                     | Montreal Canadiens    | 2 |               |               |  |  |             |             |  |  |       |       |
|  |                       | New York Islanders  | 4                     |   |               |               |  |  |             |             |  |  |       |       |
|  | New York Islanders    | New York Islanders  | 4                     | 3 |               |               |  |  |             |             |  |  |       |       |
|  | New York Islanders    |                     |                       | 3 |               |               |  |  |             |             |  |  |       |       |
|  | New York Rangers      | 2                   |                       |   |               |               |  |  |             |             |  |  |       |       |
|  | New York Rangers      | 2                   | New York Islanders    | 4 |               |               |  |  |             |             |  |  |       |       |
|  |                       |                     | New York Islanders    | 4 |               |               |  |  |             |             |  |  |       |       |
|  |                       | Washington Capitals | 1                     |   |               |               |  |  |             |             |  |  |       |       |
|  | Washington Capitals   | Washington Capitals | 1                     | 3 |               |               |  |  |             |             |  |  |       |       |
|  | Washington Capitals   |                     |                       | 3 |               |               |  |  |             |             |  |  |       |       |
|  | Philadelphia Flyers   | 0                   |                       |   |               |               |  |  |             |             |  |  |       |       |
|  | Philadelphia Flyers   | 0                   | New York Islanders    | 1 |               |               |  |  |             |             |  |  |       |       |
|  |                       |                     | New York Islanders    | 1 |               |               |  |  |             |             |  |  |       |       |
|  |                       | Edmonton Oilers     | 4                     |   |               |               |  |  |             |             |  |  |       |       |
|  | Minnesota North Stars | Edmonton Oilers     | 4                     | 3 |               |               |  |  |             |             |  |  |       |       |
|  | Minnesota North Stars |                     |                       | 3 |               |               |  |  |             |             |  |  |       |       |
|  | Chicago Black Hawks   | 2                   |                       |   |               |               |  |  |             |             |  |  |       |       |
|  | Chicago Black Hawks   | 2                   | Minnesota North Stars | 4 |               |               |  |  |             |             |  |  |       |       |
|  |                       |                     | Minnesota North Stars | 4 |               |               |  |  |             |             |  |  |       |       |
|  |                       | St. Louis Blues     | 3                     |   |               |               |  |  |             |             |  |  |       |       |
|  | St. Louis Blues       | St. Louis Blues     | 3                     | 3 |               |               |  |  |             |             |  |  |       |       |
|  | St. Louis Blues       |                     |                       | 3 |               |               |  |  |             |             |  |  |       |       |
|  | Detroit Red Wings     | 1                   |                       |   |               |               |  |  |             |             |  |  |       |       |
|  | Detroit Red Wings     | 1                   | Minnesota North Stars | 0 |               |               |  |  |             |             |  |  |       |       |
|  |                       |                     | Minnesota North Stars | 0 |               |               |  |  |             |             |  |  |       |       |
|  |                       | Edmonton Oilers     | 4                     |   |               |               |  |  |             |             |  |  |       |       |
|  | Edmonton Oilers       | Edmonton Oilers     | 4                     | 3 |               |               |  |  |             |             |  |  |       |       |
|  | Edmonton Oilers       |                     |                       | 3 |               |               |  |  |             |             |  |  |       |       |
|  | Winnipeg Jets         | 0                   |                       |   |               |               |  |  |             |             |  |  |       |       |
|  | Winnipeg Jets         | 0                   | Edmonton Oilers       | 4 |               |               |  |  |             |             |  |  |       |       |
|  |                       |                     | Edmonton Oilers       | 4 |               |               |  |  |             |             |  |  |       |       |
|  |                       | Calgary Flames      | 3                     |   |               |               |  |  |             |             |  |  |       |       |
|  | Calgary Flames        | Calgary Flames      | 3                     | 3 |               |               |  |  |             |             |  |  |       |       |
|  | Calgary Flames        |                     |                       | 3 |               |               |  |  |             |             |  |  |       |       |
|  | Vancouver Canucks     | 1                   |                       |   |               |               |  |  |             |             |  |  |       |       |
|  | Vancouver Canucks     | 1                   |                       |   |               |               |  |  |             |             |  |  |       |       |

## Stanley Cup-final
Edmonton Oilers vs. New York Islanders
Edmonton Oilers vann serien med 4-1 i matcher

## NHL awards
| 1983–84 NHL awards              | 1983–84 NHL awards                          |
| ------------------------------- | ------------------------------------------- |
| Prince of Wales Trophy:         | New York Islanders                          |
| Clarence S. Campbell Bowl:      | Edmonton Oilers                             |
| Art Ross Memorial Trophy:       | Wayne Gretzky, Edmonton Oilers              |
| Bill Masterton Memorial Trophy: | Brad Park, Detroit Red Wings                |
| Calder Memorial Trophy:         | Tom Barrasso, Buffalo Sabres                |
| Conn Smythe Trophy:             | Mark Messier, Edmonton Oilers               |
| Frank J. Selke Trophy:          | Doug Jarvis, Washington Capitals            |
| Hart Memorial Trophy:           | Wayne Gretzky, Edmonton Oilers              |
| Jack Adams Award:               | Bryan Murray, Washington Capitals           |
| James Norris Memorial Trophy:   | Rod Langway, Washington Capitals            |
| Lady Byng Memorial Trophy:      | Mike Bossy, New York Islanders              |
| Lester B. Pearson Award:        | Wayne Gretzky, Edmonton Oilers              |
| NHL Plus/Minus Award:           | Wayne Gretzky, Edmonton Oilers              |
| William M. Jennings Trophy:     | Al Jensen & Pat Riggin, Washington Capitals |
| Vezina Trophy:                  | Tom Barrasso, Buffalo Sabres                |
| Lester Patrick Trophy:          | John Ziegler & Art Ross                     |

## All-Star
| Första laget                     | Position | Andra laget                        |
| -------------------------------- | -------- | ---------------------------------- |
| Tom Barrasso, Buffalo Sabres     | M        | Pat Riggin, Washington Capitals    |
| Rod Langway, Washington Capitals | B        | Paul Coffey, Edmonton Oilers       |
| Ray Bourque, Boston Bruins       | B        | Denis Potvin, New York Islanders   |
| Wayne Gretzky, Edmonton Oilers   | C        | Bryan Trottier, New York Islanders |
| Mike Bossy, New York Islanders   | HF       | Jari Kurri, Edmonton Oilers        |
| Michel Goulet, Quebec Nordiques  | VF       | Mark Messier, Edmonton Oilers      |

## Debutanter
Några välkända debutanter denna säsong:
- Steve Yzerman, Detroit Red Wings
- Håkan Loob, Calgary Flames
- Chris Chelios, Montreal Canadiens
- Claude Lemieux, Montreal Canadiens
- Pat LaFontaine, New York Islanders
- Peter Sundström, New York Rangers
- Doug Gilmour, St. Louis Blues

## Sista matchen
Några som gjorde sin sista säsong:
- Guy Lapointe, Boston Bruins
- Tony Esposito, Chicago Black Hawks
- Rick MacLeish, Detroit Red Wings
- Billy Harris, Los Angeles Kings
- Blaine Stoughton, New York Rangers
- Bobby Clarke, Philadelphia Flyers
- Michel Larocque, St. Louis Blues

### Fotnoter
1. ↑  ”Rauzulu's Street”. Arkiverad från originalet den 27 september 2011. https://web.archive.org/web/20110927023751/http://www.rauzulusstreet.com/hockey/nhlhistory/nhlrules.html. Läst 8 oktober 2011.